# Nomy (musicien)
Pour les articles homonymes, voir Nomy et Marquardt (homonymie).
Nomy (né Patrick Berndt Boris Marquardt le 15 décembre 1979) est un musicien suédois. Ses chansons sur Internet ont atteint un très large public, notamment sur Spotify.

## Discographie
Albums Studio
Compilation